# Peter Michael
Peter Michael (9 mei 1989) is een Nieuw-Zeelandse inline-skater, marathonschaatser en langebaanschaatser.

## Biografie
In seizoen 2014/2015 begon Michael met het langebaanschaatsen naast het skeeleren (6 keer WK-goud), als opvolger van zijn landgenoot Shane Dobbin. Zijn eerste 5000 meter reed hij in 6.36 en zijn world cup-debuut maakte hij op 6 december 2014. Tevens komt Michael vanaf eind februari 2015 uit in de Topdivisie van het marathonschaatsen voor Team Van Werven, als vervanger van de geblesseerde Rob Hadders. Reeds eerder won hij een wedstrijd in de Eerste Divisie.
Met ingang van seizoen 2015/2016 maakt hij deel uit van de Kia Speed Skating Academy. Hij maakte meteen indruk door tijdens zijn eerste 10km meteen onder de 13 minuten te rijden. In seizoen 2016/2017 won hij tijdens de derde wereldbekerwedstrijd in Astana als eerste Nieuw-Zeelander een individuele wereldbekerwedstrijd. Michael schaatste op de 5000 meter naar 6.21,58. Op de 1500 meter eindigde Michael op 27 januari 2017 als derde en hoefde slechts Kjeld Nuis en Denis Joeskov voor te laten.

## Persoonlijke records
| Afstand      | Tijd      | Datum            | Baan           |
| ------------ | --------- | ---------------- | -------------- |
| 500 meter    | 37,44     | 28 februari 2016 | Inzell         |
| 1000 meter   | 1.11,44   | 27 februari 2016 | Inzell         |
| 1500 meter   | 0 1.44,96 | 9 december 2017  | Salt Lake City |
| 3000 meter   | 0 3.40,74 | 25 februari 2017 | Inzell         |
| 5000 meter   | 0 6.09,68 | 10 december 2017 | Salt Lake City |
| 10.000 meter | 12.58,07  | 21 november 2015 | Salt Lake City |

## Resultaten
| Jaar | WK Afstanden                                        | Olympische Spelen                                  | Wereldbeker                         |
| ---- | --------------------------------------------------- | -------------------------------------------------- | ----------------------------------- |
| 2015 | 12e 5000m 6e massastart                             |                                                    | 36e 5k/10k 30e massastart           |
| 2016 | 6e 5000m 12e 10.000m 7e massastart                  |                                                    | 22e 1500m 11e 5k/10k 12e massastart |
| 2017 | 13e 1500m · 5000m · 22e massastart · achtervolging  |                                                    | 14e 1500m · 5k/10k · 5e massastart  |
| 2018 |                                                     | 14e 1500m 4e 5000m 15e massastart 4e achtervolging | 30e 1500m 13e 5k/10k                |
| 2019 | 10e 5000m 8e 10.000m 6e massastart                  |                                                    | 29e 5k/10 23e massastart            |
| 2020 | 19e 5000m 9e 10000m 19e massastart 8e achtervolging |                                                    | 46e 1500m 11e 5k/10k 14e massastart |
| 2021 | 13e 5000m 11e 10000m 5e massastart 7e achtervolging |                                                    | 24e 1500m 22e 5k/10k 15e massastart |
| 2022 |                                                     | 26e 1500m 12e 10000m HF 9e massastart              | 43e 1500m 18e 5k/10k 31e massastart |
| 2023 | DQ massastart                                       |                                                    | 44e 1500m 31e 5k/10k 25e massastart |
| 2024 | 9e 5000m 6e massastart                              |                                                    | 0P 1500m 21e 5k/10k 10e massastart  |
| 2025 | 20e massastart                                      |                                                    | 49e 5k/10k 19e massastart           |